# Slytract
A Slytract egy extrém metalt játszó magyar zenekar. Fennállásuk alatt eddig három nagylemezt adtak ki. 

## Története

### A NoiseHead Records évek (2005-2012)
A Slytract 2005. május 1-jén alakult Miskolcon. Az első demó 2006 márciusában készült el, melyre hét, jellemzően kezdetleges hangzású és stílusában kiforratlan dal került rögzítésre. Egy a basszusgitáros poszton bekövetkezett tagcsere után – Heiner Ádámot Jakab Viktor váltotta – 2007 áprilisában készült el a 009 névre keresztelt EP. A korongon hallható három dalt illető kedvező kritikákat egy lemezszerződés koronázta meg, melyet az akkor még bécsi központú NoiseHead Records kiadó ajánlott a zenekarnak.
A szerződés aláírását követően, a zenekar 2008 februárjában beköltözött a bécsi NoiseHead Studioba, ahol rögzítette a kilenc számot tartalmazó nagylemezét. A stúdióba vonulás előtt a basszusgitáros poszton ismét változás történt, a zenekarhoz Tuza Ákos csatlakozott. Az Explanation: Unknown nevet viselő első album 2008. április 11-én jelent meg, a zenekar ekkor tartotta meg lemezbemutató koncertjét a bécsi Viper Roomban. Az estén több zenekar lépett fel, az esemény fő fellépője a Graveworm volt. A Slytracthez ekkor koncertgitárosként - később állandó tagként - Czeglédi Gyula csatlakozott, a korábbi koncertgitáros Kiss Nándor volt.
A jellemzően thrash/death metal alapokon nyugvó Explanation: Unknown rendkívül jó kritikákat kapott Magyarországon és külföldön egyaránt. A Hungarian Metal Awards díjátadón az év debütalbumának választották. Az anyag terjesztéséért és promóciójáért számos európai cég mellett a Relapse Records felelt. Klip is készült az Answer című dalhoz. A Slytract akkori managementje, a Powerground Management, főleg a hazai koncertek szervezésében és a lemez promóciójában segített. Az Explanation: Unknown megjelenését követő három évben a Slytract aktívan koncertezett az ország határain belül és azon kívül is. Számos itthoni klubturnénak köszönhetően népszerűsítette a lemezt, valamint akadt lehetősége olyan külföldi zenekarok vendégeként fellépni, mint a DevilDriver, a God Forbid, a Hypocrisy vagy a Soilwork (SWE). Ebben az időszakban került sor Tuza Ákos távozására is, az új basszusgitáros Zsengellér Szabolcs lett.
A koncertezés mellett a zenekar az új dalok írására is komoly energiákat fordított, melynek eredményeként 2010 nyarára elkészült a következő nagylemez demója, majd a tíz vadonatúj dal 2010 decemberében a NoiseHead Studioban felvételre is került. A kiadásért ezúttal is a NoiseHead Records felelt. A 2011. augusztus 5-én megjelenő, Existing Unreal névre keresztelt nagylemez hangulata és stílusa sok tekintetben eltért az Explanation: Unknown lemezétől. A Slytractre jellemző extrém stílus továbbra is megmaradt, de dominánsabbá váltak a dallamok, a középtempós dalok, illetve megjelentek olyan új elemek is, mint tiszta ének vagy billentyű. A My Mist című dalban Andreas Holma (Hypocrisy, Soilwork) mint vendégzenész játszik egy gitárszólót. A lemezre érkező kritikák ezúttal is rendkívül pozitívan nyilatkoztak, a Slytract szélesebb körben vált ismertté. A kiadó munkájának köszönhetően a lemez sok lemezboltba, valamint számos terjesztőhöz eljutott, többek között a Nuclear Blast webshopján keresztül is megvásárolható volt. 
A lemezbemutató koncerteket követően a Slytract 2011. október végén egy tizenöt állomásos Európa-turnéra (Eastern Death Infernal Tour) indult a svéd Demonical és Volturyon zenekarok társaságában. A turnét követően a zenekar abbahagyta az aktív koncertezést. 2012 nyarán még megjelent egy, a Nexus című dalra készített remix, majd 2012 decemberében a zenekar bejelentette a feloszlását, a zenekar tagjai nem kívántak többet foglalkozni a Slytract dolgaival.

### Újrakezdés (2017-napjainkig)
A döntés úgy tűnt, hogy egy életre szól, azonban 2017. június 8-án a tagok egy baráti beszélgetés keretén belül úgy döntöttek, hogy új alapokra helyezve folytatják a Slytract történetét. Pár hónap elteltével azonban a felállás ismét megváltozott, Zsengellér Szabolcs kilépett a zenekarból.
Az új lemez dalai gyorsan elkészültek. A zenekar 2018 februárjában a budapesti ReAmp stúdióban, illetve a Ghostship Recordingsban rögzítette a tizenkét dalt tartalmazó harmadik nagylemezét, azonban állandó basszusgitáros hiányában a basszusgitárt Tóth Gábor (Harmed) játszotta fel. Az album keverését és maszterelését Mick Kenney producer végezte, akit az extrém zene kedvelői az Anaal Nathrakhnak a soraiból ismerhetnek. A lemezen a vendégzenészként Kátai Tamás (Thy Catafalque), Misstiq, Knapp Oszkár (Wrong Side, ex-Insane) és Jakab Viktor (ex-Slytract, Undertaking, Nervekiller) szerepeltek.
A Slytract névre keresztelt új album, 2019. április 29-én jelent meg a Metal.hu kiadó gondozásában. Videóklip a Son című dalra, szöveges video pedig a lemez egyik legkísérletezősebb tételére, a Colony-ra készült. A lemezbemutató koncertre 2019. június 10-én került sor az A38 Hajón, ahol a Slytract a Cannibal Corpse előtt lépett fel. A koncert képanyagából videoklip készült a Tears című dalra.
2023 januárjában a Slytract két tagja, Galántay Tamás (dob) és Bencze Márton (basszusgitár) is távozott a zenekarból. Az új dobos, a venezuelai származású Cristobal Romero Hernandez csatlakozása 2023 márciusában került bejelentésre. A Slytract ismét háromtagú lett. Az új, Exodus Unleashed névre keresztelt 2 számos kislemez 2023. szeptember 18-án jelent meg a Metal.hu Records gondozásában. A basszustémákat Prepelicza Zoltán (ex-Lazarvs) játszotta fel. A címadó dalhoz videoklip készült, a kislemezen található másik dalhoz (Sitting in the Pit) pedig szöveges videó.

2025. április 11-én megjelent a zenekar Odyssey My Odyssey című új dala, a Metal.hu Records gondozásában. A felvételek, valamint a keverés a miskolci HangArt Recording stúdióban készült, míg a maszterelést Lengyelországban, a legendás Hertz Recording stúdióban végezte Wojtek Wiesławski. A Hertz stúdióban – a teljesség igénye nélkül – olyan zenekarok dolgoztak és készítettek lemezeket már, mint a Behemoth, a Decapitated, vagy a Vader. A videoklippel is megtámogatott dal megjelenésének, többek között a Slytract 20 éves fennállása adta az apropóját, amely mind stílusában, mind hangzásában kifejezően mutatja a zenekar erejét és világát.

## Tagok
Jelenlegi felállás
- Melegh Gábor B. - gitár, ének
- Czeglédi Gyula - gitár
- Cristobal Romero Hernandez - dob

Korábbi tagok
- Heiner Ádám - basszusgitár
- Jakab Viktor - basszusgitár
- Tuza Ákos - basszusgitár
- Zsengellér Szabolcs - basszusgitár
- Kozsup Tamás - dob
- Galántay Tamás - dob
- Bencze Márton - basszusgitár

Ideiglenes, kisegítő zenészek
- Kiss Nándor - gitár (koncerten)
- Tóth Gábor - basszusgitár (a 2019-es Slytract kislemezen)
- Prepelicza Zoltán - basszusgitár (a 2023-as Exodus Unleashed kislemezen)

## Diszkográfia
Stúdióalbumok
- Explanation: Unknown (2008)
- Existing Unreal (2011)
- Slytract (2019)

Egyéb kiadványok
- Demo 2006 (2006)
- 009 EP (2007)
- Nexus (Bastardfool remix, 2012)
- Exodus Unleashed (kislemez, 2023)
- Odyssey My Odyssey (single, 2025)